# Estherville
Estherville è una città degli Stati Uniti d'America, situata nello Stato dell'Iowa, nella Contea di Emmet, della quale è il capoluogo.
La città è famosa per essere stata sede della caduta di un meteorite e per aver dato i natali al serial killer Robert Hansen.

## Storia

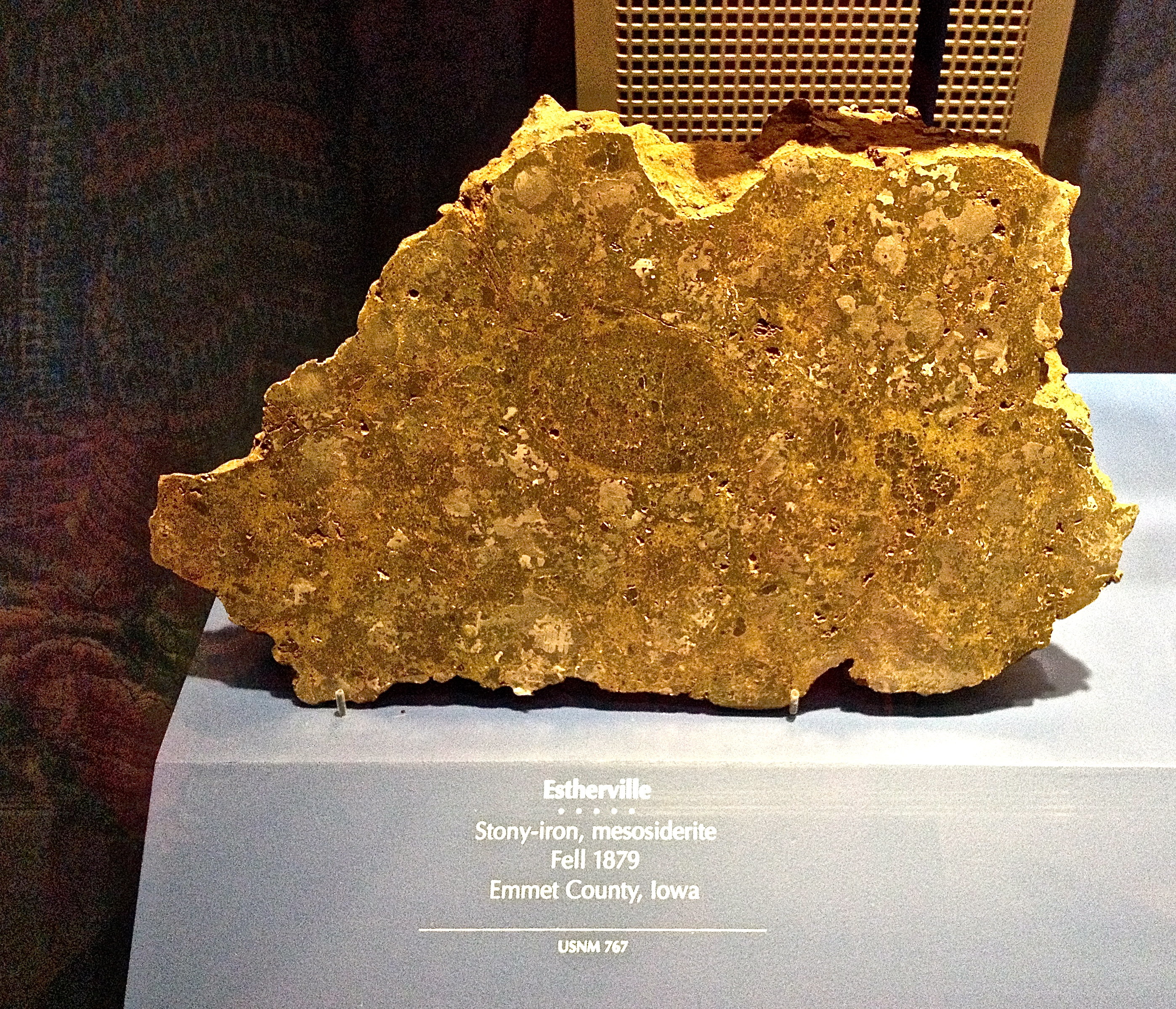
Frammento di meteorite conservato allo Smithsonian

Benché non si abbiano notizie certe circa la data esatta di fondazione della città poiché i relativi documenti andarono perduti nell'incendio del tribunale avvenuto nel 1876, è attestato che un primo insediamento fosse presente nell'area già nel 1858; pare accreditato che l'origine del nome si debba alla moglie di uno dei pionieri della zona, la quale avrebbe partorito il primo bambino del villaggio.
Divenuta città nel 1880, per effetto di una petizione dei cittadini, Estherville divenne sede della contea e acquisì importanza sempre crescente grazie ai numerosi collegamenti ferroviari con il resto del paese.
Oltre a due incendi particolarmente intensi la città fu teatro, nel 1879, della caduta del meteorite più grande precipitato in America del Nord; l'evento, ricordato da diverse testimonianze piene di terrore, ha disseminato l'area di numerosi frammenti che sono ancora, ad oggi, oggetto di ricerca e studio oltre ad essere esposti in vari musei tra cui il National Museum of Natural History.

## Monumenti e luoghi d'interesse
- Parco statale Fort Defiance, il parco sorge nell'area dell'omonimo forte di cui sono ancora visibili alcuni edifici, le principali attrazioni sono aree picnic e sentieri che attraversano la foresta[5]
- Estherville Rock Garden (1933), giardino di rocce costruito come area relax in riva al fiume Des Moines[6]
- Scultura del meteorite (1980), scultura in metallo realizzata, dall'artista locale Tom Gibbs, allo scopo di commemorare la caduta del meteorite che interessò la città circa un secolo prima.[7]

## Società

### Evoluzione demografica[8][9][10]
Abitanti censiti

## Cultura

### Istruzione
La città è servita dall'Estherville Lincoln Central Community School District, e dalla biblioteca pubblica, la cui fondazione è stata quasi contemporanea alla nascita della città, tra i contributori della quale figura anche Andrew Carnegie, attualmente fornita di oltre 50000 volumi.

## Infrastrutture e trasporti
La città è dotata di un piccolo aeroporto municipale identificato dalla sigla ICAO KEST.

## Amministrazione[14]
Per i primi 10 anni dalla fondazione della municipalità le elezioni si tennero con cadenza annuale nel mese di marzo.
| Periodo       | Periodo       | Primo cittadino | Carica | Note      |
| ------------- | ------------- | --------------- | ------ | --------- |
| Dicembre 1881 | Febbraio 1882 | E. H. Ballard   | Mayor  |           |
| Marzo 1882    | Febbraio 1884 | F. E. Allen     | Mayor  | 2 mandati |
| Marzo 1884    | Febbraio 1885 | S. E. Bemis     | Mayor  |           |
| Marzo 1885    | Febbraio 1886 | E. J. Woods     | Mayor  |           |
| Marzo 1886    | Febbraio 1888 | A. O. Peterson  | Mayor  | 2 mandati |
| Marzo 1888    | Febbraio 1892 | M. L. Archer    |        | 4 mandati |